# 中世紀音樂

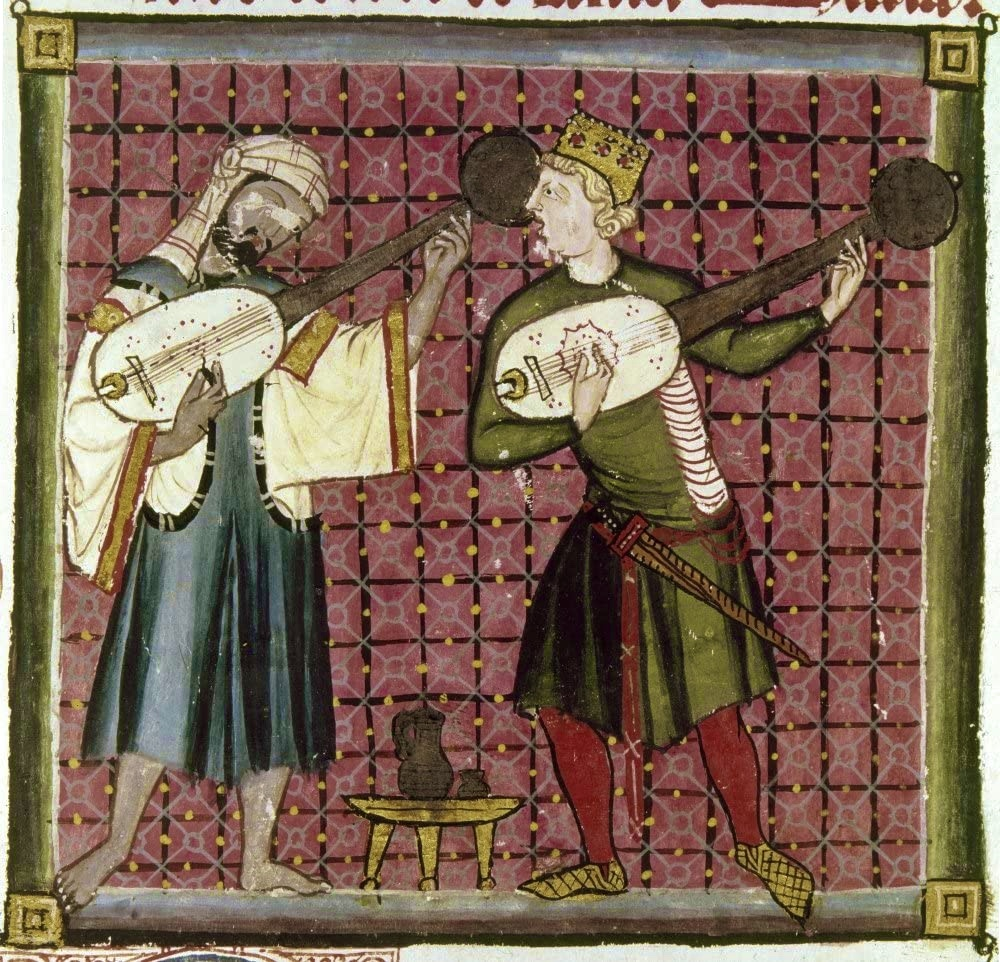
阿方索十世的詩Cantigas de Santa Maria中的微細畫：基督徒和穆斯林在彈魯特琴

中世紀音樂指歐洲自公元500年至1400年左右的音樂，有歌曲、器樂作品和禮儀音樂等種類。中世紀音樂是古典音樂中的一個時代，包括用於教堂的禮儀音樂（亦稱為神聖音樂），以及世俗音樂、非宗教音樂。中世紀音樂的種類包括獨唱聲樂，例如額我略聖歌和合唱音樂（由多個歌手同時唱歌的音樂）、獨奏器樂、以及同時使用人聲和樂器的音樂（人聲通常配合樂器伴奏）。在天主教彌撒期間，出家人會頌唱著額我略聖歌。彌撒是耶穌基督最後的晚餐的重現，目的是為人與神之間提供精神聯繫。這種聯繫的一部分是通過音樂建立的。
中世紀始於五世紀，自西羅馬帝國淪陷開始，大約結束於十五世紀初。要劃分出中世紀末期和文藝復興音樂早期並不容易，因為不同地區的音樂趨勢在不同時期開始變化。本文所定的時期是音樂學家通常採用的時期。中世紀時期為音樂記譜法和音樂理論等准則奠定了基礎，後來這些準則對古典音樂在共曉時期（擁有特有的主流音樂模式和一些約定俗成慣例的音樂時期）約定俗成的規範有著深遠的影響，其中影響包括1600-1750年的巴洛克音樂作曲家，例如巴赫；18世紀古典主義音樂的作曲家，如莫扎特；和19世紀浪漫主義音樂的作曲家，如華格納。當中最顯著的貢獻是發展了一個全面的音樂記譜法，使作曲家能夠在羊皮紙或紙上寫下他們的歌曲旋律和器樂作品。在發展音樂記譜法之前，歌曲和曲目必須「透過聆聽」來學習，口傳心授。這極大地限制了可以教授新音樂的人數，亦使音樂難以廣泛傳播到其他地區或國家。音樂記譜法的發展讓歌曲和音樂作品的傳播變得更容易，使得有更多人、更多地區能聽聞。然而，一些進階理論例如節奏、音符的定時、複音音樂（同時使用多個交織的旋律）的運用對於古典音樂的發展同樣重要。

## 歷史
西元476年羅馬帝國瓦解後，希臘、羅馬文明變趨衰微。日耳曼人統治歐洲西半部，歷史上稱為「黑暗時期」，也就是「中世纪時期」。教會是當時人們的生活重心，具有政治、經濟、文化的重要地位，藝術家在宗教中生存，因此當時藝術與宗教息息相關。

## 簡介
這時期的音樂活動受到基督教影響很大，音樂多以宗教儀式或歌唱頌歌為主，以功能為重，例如額我略聖歌。歌词多是採自圣经。特色是旋律高低起伏變化小，缺乏和聲基礎，表現樸實。
米蘭教區主教盎博羅削和教宗額我略一世對对中世纪音乐作出不少贡献。公元390年左右，盎博羅削推行对圣歌的双声合唱，引入和声，并准许非僧侣、教士的俗人参与演唱。是教会音乐得以发展和普及。公元590年-604年在位的額我略一世编出一套用于庄严礼拜的曲目，并用法律形式规定在祈祷仪式中必须有音乐，形成一整套额我略圣咏，成为宗教创作的典范，后来又发展出记谱法，虽然尚没有小节线和五线谱，但使用高低位置记谱的方法为五线谱的发明提供了基础，这种记谱法只有四行线，每行前面有三个菱形谱号，结尾有一个菱形谱号提示下一行音高，基本是五线谱的雏形，但不能表示节奏。还成立了培养歌手的学校，在教会势力范围内大力推行音乐，使教会音乐在10世纪以前成为欧洲的主要音乐形式。

## 樂器

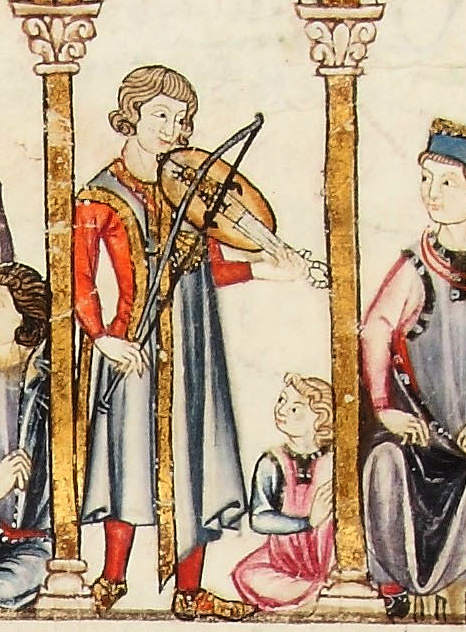
十四世紀的中世紀手抄本，顯示音樂家用vielle來演奏

演奏中世紀音樂的樂器至今依然存在，但是形式有所不同。當時的長笛用木材製成，並且有直吹和橫吹的類型。而現代管弦樂長笛通常由銀或其他金屬製成，且有複雜的音鍵和氣密墊，而中世紀的長笛上有孔，表演者必須用手指覆蓋（就像木笛一樣）。中世紀木笛正如其名由木材製成，儘管在二千年代它可以由合成材料製成，但仍或多或少地保留了當時古老的形式。 角塤（Gemshorn）前面的指孔雖和直笛相類似，但它實際上是的陶笛家族的成員。排簫是笛類器樂的其中一個祖先，其歷史可追索至古希臘時代，在中世紀時期亦曾流行過，排簫的管子是用木頭製成的，並以長度分級以產生不同的音高。
中世紀的音樂使用許多彈撥樂器，如魯特琴，一種有梨形空心體的彈撥樂器，為現代吉他的前身。其他彈撥樂器包括曼陀林，gittern和薩泰里琴。Dulcimer本來也是撥弦樂器的一頁，在結構上類似於psaltery和齊特琴，到了十四世紀金屬弦出現之後變成了擊弦樂器。
拜占庭帝國的擦弦lyra是在歐洲首次記錄到弓弦樂器。和現代小提琴一樣，表演者在琴弦上移動被拉緊弓弦來產生聲音。第九世紀波斯地理學家伊本·胡爾達茲比赫（卒於公元911年）在他的著作中提及過拜占庭lyra。它作為弓弦樂器並列於阿拉伯的rabāb、urghun（管風琴）、shilyani（大概類似豎琴或里拉琴）和salandj（相信是一種風笛）。另一種擦弦樂器手搖琴，結構上是一部機械小提琴，使用擦上松香的曲柄木輪作為「琴弓」擦弦發聲。沒有共鳴箱的樂器，例如口簧琴之類的樂器亦很常用。古式管風琴、小提琴（或vielle）、伸縮號等樂器亦已經出現。

## 類型
中世紀音樂由聲樂和器樂組成，為不同的音樂類型提供即興創作。中世紀的神聖音樂（教會使用）和世俗音樂（非宗教用途）一般由作曲家創作，亦有一些神聖聲樂和世俗器樂是即興創作的。一些世俗音樂的抄本流傳至今，如伯爾納·德·旺塔多恩於12世紀下半葉創作的《當我看見雲雀飛起》。
在中世紀早期，僧侶會在禮拜儀式頌唱額我略聖歌，是單聲部的（「單聲部」意味著只有單一的旋律，沒有和聲部分或樂器伴奏）。至於複調音樂（多個獨立的旋律線同時進行）則在中世紀後期開始發展，在13世紀後期至14世紀初變得普遍。複調形式的發展、不同聲音的交織，和13世紀中期興盛的新藝術時期有密切關係。所謂「新藝術」，是指一種創新的音樂寫作風格，是從中世紀音樂風格過渡到更具表現力風格的文藝復興音樂的關鍵。
異音音樂是在早期基於單聲部音樂的創新。異音音樂是由兩個不同的表演者同時演奏同一旋律，其中每個表演者的裝飾音都有略微改變。另一種簡單的異音形式是歌手唱出相同形狀的旋律，而在一個人唱著旋律時，另一個人則用更高或更低的音調唱出旋律。以奧爾加農為例，它使用了額外的旋律線，以固定的間隔（通常使用主旋律的純五度或純四度）演唱，並在簡單形式的複音和單音之間進行交替。奧爾加農的原理可以追溯到一個無名的9世紀文本-Musica enchiriadis，它在素歌的基礎下在八度，五度、或四度的間隔建立額外的旋律線。
經文歌是更為複雜的中世紀音樂，從克勞蘇拉流派的素歌發展而成。經文歌是中世紀複音音樂中最受歡迎的形式。早期的經文歌仍是神聖音樂、禮拜儀式所用，到了13世紀末，這種類型已經擴展到如宮廷愛情般的世俗主題。宮廷愛情是中世紀歐洲高貴的騎士向貴族女士表達愛與欽佩的概念。許多受歡迎的歌詞都與男人對美麗、高貴和備受尊敬女人的愛和崇拜有關。
經文歌在文藝復興音樂時代（1400年後）發展起來。在文藝復興時期，意大利的世俗音樂牧歌體裁開始流行。牧歌在主旋律線中有更大的流動性和動機，與複調音樂相類似。牧歌的形式也產生了複調的卡農（多位歌手在不同的時間點唱同一個旋律的歌曲），特別是在意大利，他們被稱為「caccie」，是分為三部分的世俗作品，其中有兩個更高聲調的聲音，並帶有樂器伴奏。
此外，純器樂亦在不斷增長的戲劇傳統和貴族宮廷表演的背景下發展起來。舞蹈音樂是最大型的純樂器類音樂，通常是在熟悉的作品橋段中即興創作的。作為世俗音樂的巴拉塔源於中世紀的器樂舞蹈音樂，後來在意大利的特雷森妥時代變得相當受歡迎。

## 理論及記譜法

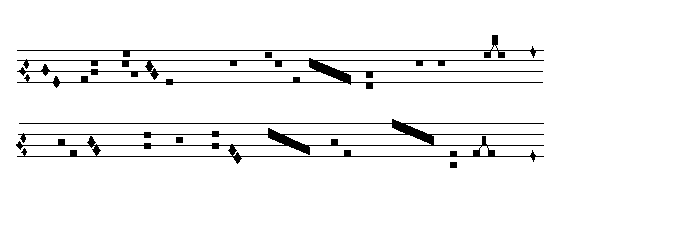
一首額我略聖歌的譜

在中世紀時期所形成的音樂記譜法和音樂理論，為古典音樂在共曉時期形成的規範奠定了基礎。當中最顯著的貢獻是發展了一個全面的音樂記譜法。然而，一些進階理論例如節奏、音符的定時、複音音樂（同時使用多個交織的旋律）的運用對於古典音樂的發展同樣重要。